# 상귀
상귀(相貴, 미상~936년)는 후백제의 장수이다.

## 생애
신라(新羅) 출신이었던 그는, 훗날 태봉(泰封)의 호족이었으나 왕건(王建)이 태봉을 멸하고 고려(高麗)를 창건하자, 후백제(後百濟)로 귀순하여 일길찬(一吉飡)이라는 관등을 지냈다. 
932년에 견훤(甄萱)의 명을 받아 수군을 이끌고 서해에서 예성강을 타고 북쪽으로 올라가서 고려를 공격하였다. 이때 백주와 정주에 정박해 있던 고려의 함선을 100여 척을 불태워 크게 승리하였다. 또한, 저산도에 상륙하여 고려군이 기르던 군마 300필을 약탈해서 배에 싣고 돌아갔다.
승전하여 귀국한 이후의 행적은 기록이 남아있지 않아 제대로 알기 힘들다. 다만 후백제에 비하여 강한 수군 전력을 지녔던 고려를 상대로 수전에서 큰 성과를 거두었다는 데에서 큰 의의가 있다.

## 상귀가 등장하는 작품

### TV 드라마
- 《태조 왕건》(KBS, 2000년~2002년, 배우:김명국)

## 참고 문헌
- 고려사
- 삼국사기(三國史記)